# Szíriai teve
A szíriai teve (Camelus moreli) az emlősök (Mammalia) osztályának párosujjú patások (Artiodactyla) rendjébe, ezen belül a tevefélék (Camelidae) családjába tartozó fosszilis faj.

## Tudnivalók
A szíriai teve a pleisztocén kor idején élt, körülbelül ezelőtt 100 000 évvel, ott ahol ma Szíria fekszik. A legelső maradványait 2005 vége felé, eme ország nyugati részén, az úgynevezett Hummal térségben fedezték fel. A következő évben további csontokra is rábukkantak. Kövületeit középső kőkorszak emberek maradványai mellett is megtalálták.
A csontokból ítélve, ennek a fosszilis tevefajnak a marmagassága, körülbelül 3 méter lehetett; fejét pedig 4 méteres magasságban hordhatta, s jóval nagyobb volt a ma élő tevéknél.

## Fordítás
- Ez a szócikk részben vagy egészben  a   Syrian camel című angol Wikipédia-szócikk ezen változatának fordításán alapul.  Az eredeti cikk szerkesztőit annak laptörténete sorolja fel. Ez a jelzés csupán a megfogalmazás eredetét és a szerzői jogokat jelzi, nem szolgál a cikkben szereplő információk forrásmegjelöléseként.